# بربره
بربره (به لاتین: Berbera) شهری در منطقه سومالی‌لند(کشور که هیچ دولتی آن لا به رسمیت نمی شناسد) در کشور سومالی است. بربره ۶۰٬۷۵۳ نفر جمعیت دارد و ۳ متر بالاتر از سطح دریا واقع شده‌است.
بربره یک شهر ساحلی است و پایتخت سابق سومالی‌لند قبل از هرجیسا بود. بربره مرکز استان ساحل سومالی‌‌لند است و بندر اصلی دریایی سومالی‌لند به‌شمار می‌آید. این شهر که در مسیر راهبردی انتقال نفت واقع شده‌است، دارای یک بندر دریایی عمیق است که به عنوان بندر اصلی تجاری منطقه عمل می‌کند.
در دوران باستان، بربره بخشی از زنجیره‌ای از شهرهای بندری بازرگانی در امتداد کرانه‌‌ای سومالی بود. در اوایل دوره معاصر، بربره مهم‌ترین بازارگاه در شبه‌جزیره سومالی به‌شمار می‌آمد. بعداً از سال ۱۸۸۴ تا ۱۹۴۱ بربره به عنوان مرکز منطقه تحت‌الحمایه سومالی‌لند بریتانیا انتخاب شد اما بعدها جای خود را به هرجیسا داد. در سال ۱۹۶۰، سومالی‌لند تحت‌الحمایه بریتانیا به عنوان کشور مستقل سومالی‌لند اعلام شد و پنج روز بعد با سومالی‌لند تحت قیمومیت ایتالیا متحد شد و جمهوری سومالی را تشکیل داد. 